# サキ科
サキ科（サキか、Pitheciidae）は、霊長目に分類される科。本科のみでサキ上科Pithecioideaを構成する説もある。霊長類の中では小型から中型の種で構成される。昼行性、樹上性で、社会性をもつ。大きな犬歯が特徴で、犬歯を使って堅い種子や果実を食べる。

## 分類
伝統的にはオマキザル科に分類されており、ティティ亜科をマーモセット科に含めたり、以下の2亜科をヨザル亜科とともにクモザル科に含める説もあった。オマキザル科よりもクモザル科に近縁と考えられているが、分子系統解析によりオマキザル上科との共通祖先から初期に分岐したと推定されている。
以下の現生属の分類・和名は、「日本モンキーセンター 霊長類和名リスト 2024年7月版」に従う。絶滅属については、Fleagle（2013）に従う。
- Callicebinae ティティ亜科
  - Callicebus ティティ属 - マスクティティ（英語版）、クロガオティティ（英語版） ほか
  - Cheracebus シロムネティティ属 - シロムネティティ（英語版）、エリマキティティ（英語版） ほか
  - Plecturocebus ダスキーティティ属 - ダスキーティティ、マディディティティ ほか
  - †Miocallicebus
- Pitheciinae サキ亜科
  - Cacajao ウアカリ属 - アカウアカリ（英語版）、ズグロウアカリ（英語版） ほか
  - Chiropotes ヒゲサキ属 - ヒゲサキ、クロヒゲサキ（英語版） ほか
  - Pithecia サキ属 -  シロガオサキ、モンクサキ（英語版） ほか
  - †Cebupithecia
  - †Nuciruptor
  - †Proteropithecia
- †Xenotrichinae（絶滅亜科）
  - †Antillothrix
  - †Insulacebus
  - †Xenothrix